# Adam Laxman

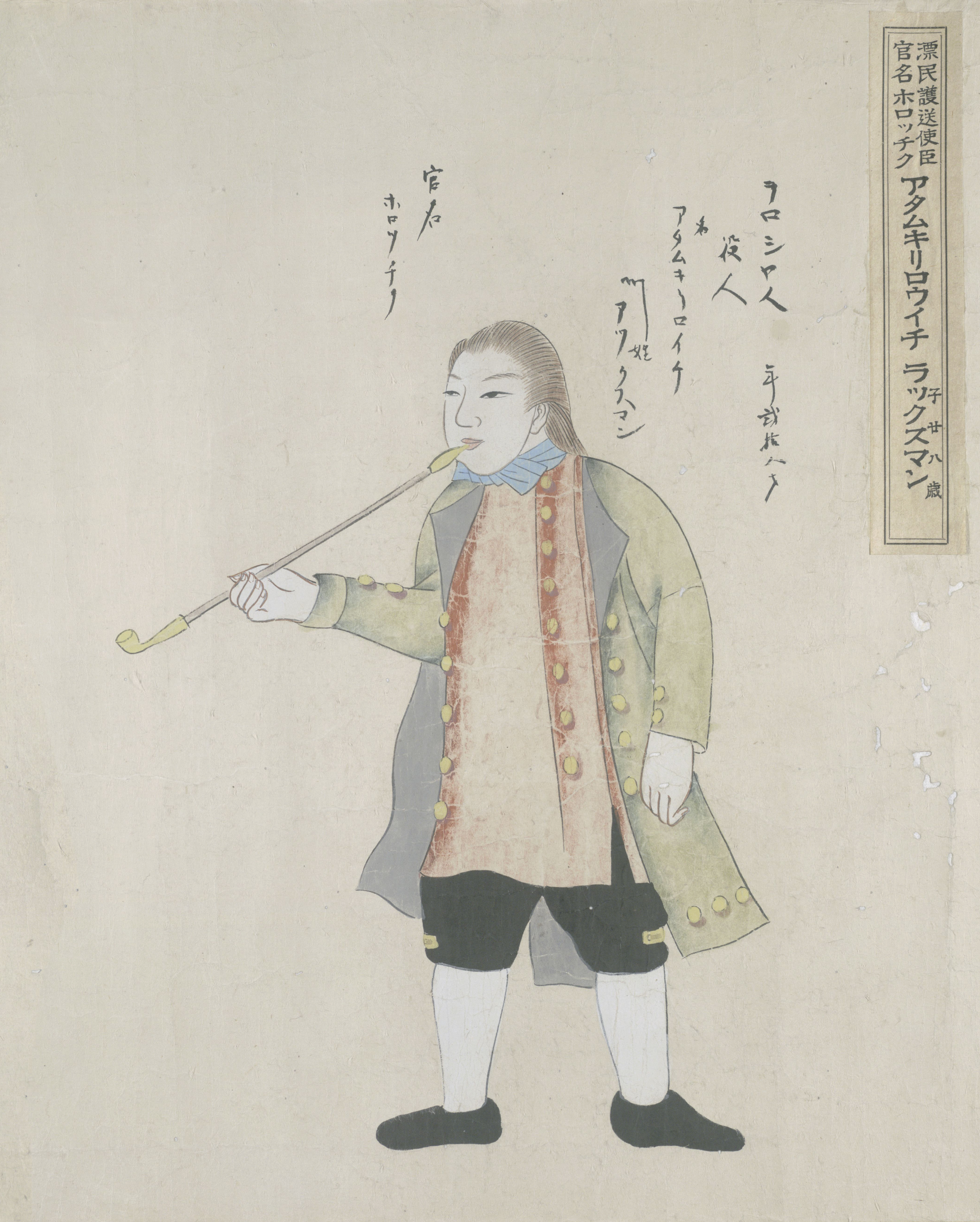
Adam Laxman

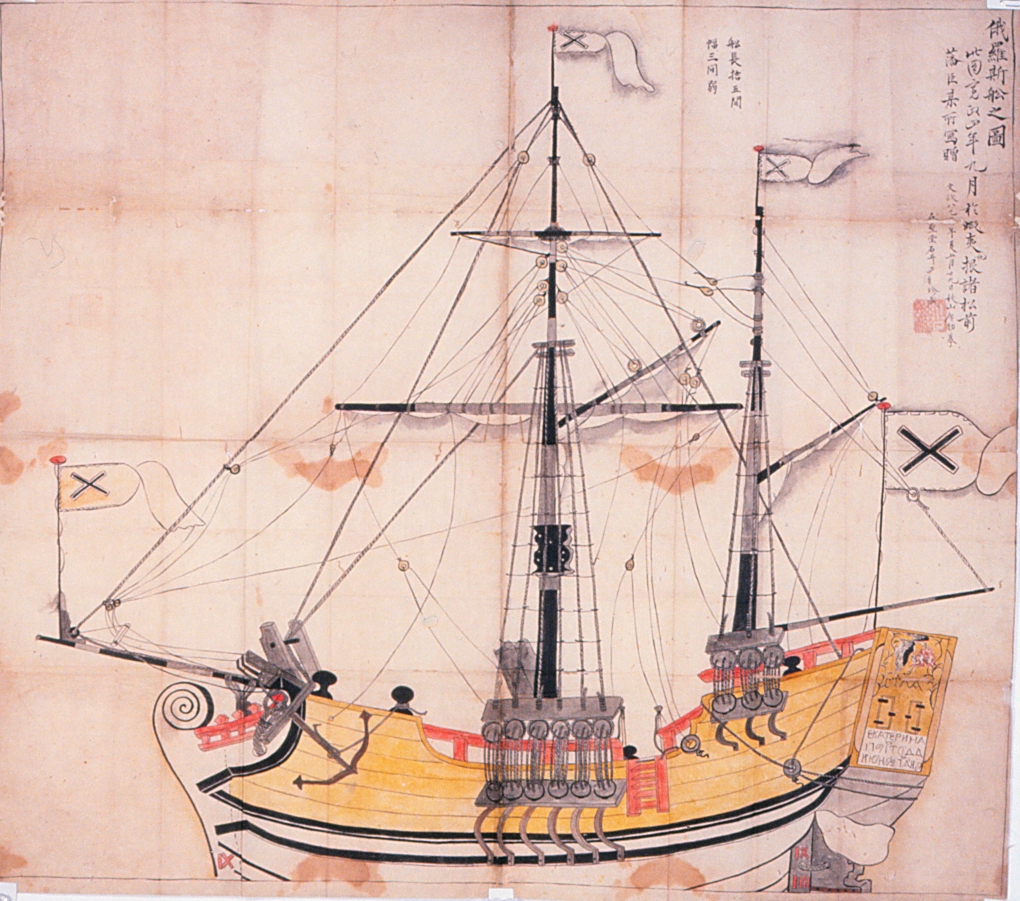
Laxmans Schiff

Adam Erikowitsch Laxman (russisch Адам Кириллович (Эрикович) Лаксман ‚Adam Kirillowitsch (Erikowitsch) Laksman‘; geboren  1766 in Savonlinna, Finnland; gestorben um 1806) war ein russischer Offizier, der erste, der mit Japan über Kooperation verhandelte.

## Leben und Wirken
Adam Laxman wurde als zweiter Sohn des finnisch-schwedischen Entdeckers und Naturforschers Erich G. Laxmann geboren, der später Mitglied der St. Petersburger Akademie der Wissenschaften wurde. Während seiner Zeit als Leutnant der Gischiginsk-Polizeistation in Kamtschatka wurde Adam Laxman auf Empfehlung seines Vaters bei Katharina der Großen zum Gesandten nach Japan ernannt. Am 5. September 1792 kam er von Ochotsk mit Daikokuya Kōdayū und drei anderen japanischen Schiffbrüchigen in Nemuro auf Hokkaidō an. Er führte ein Schreiben des sibirischen Generalgouverneurs Peel mit sich, in dem um freundschaftliche Beziehungen gebeten wurde. Trotz der zu der Zeit gültigen Politik der Abschließung Japans wurde er freundlich empfangen. 
Nachdem Laxman überwintert hatte, segelte er im Juli 1793 nach Hakodate und traf sich 1793 dreimal mit Ishikawa Tadafusa (石川 忠房; 1756–1836), dem Vertreter des Shogunats auf der Burg Matsumae. Die japanische Seite weigerte sich jedoch, auf den Vorschlag der russischen Seite einzugehen. So kehrte er zurück, ohne sein Ziel erreicht zu haben. Immerhin hatte er ein Dokument erhalten, das russischen Schiffen erlaubte, zu Verhandlungen in Nagasaki einzulaufen.
Aufgrund dieser Leistung wurde Laxmann nach seiner Rückkehr zum Kapitän befördert. Zu seinem Leben und Wirken nach 1796 gibt es keine genaue Information, aber man nimmt an, dass er um 1806 verstorben ist. Während seines Aufenthalts auf Hokkaidō sammelte er viele Informationen zu Tieren, Pflanzen und Produkten. Eine Veröffentlichung dazu ging aber verloren.
Erst 1804 unternahm Nikolai Petrowitsch Resanow einen neuen Anlauf, mit Japan diplomatische Beziehungen aufzunehmen, der ebenfalls scheiterte.